# Massacre du Malabre
Le massacre du Malabre est un épisode de la Seconde Guerre mondiale, le 10 juin 1944, au cours duquel quatorze Résistants et civils sont abattus par des SS allemands dans une carrière au nord de Limoges.

## Contexte
La Résistance aux Occupants allemands est importante à Limoges et dans la Haute-Vienne pendant la Seconde Guerre mondiale et le devient encore plus en 1944. La répression allemande y est particulièrement active, souvent aidée par la Milice et son service de renseignements dirigé à Limoges par Jean Filliol. Le 6 avril 1944, la 2e division SS Das Reich est retirée du front de Koursk et rejoint la région de Montauban. Le 8 juin, elle reçoit l'ordre de se positionner dans le secteur de Limoges, où son commandant, le général Heinz Lammerding s'installe le 9 au Central Hôtel. Le passage de la division entraîne de nombreux massacres, notamment ceux d'Argenton-sur-Creuse, de Tulle et d'Oradour-sur-Glane.

## Le massacre du 10 juin 1944
Le 9 juin 1944, une colonne de la 
2e division SS Das Reich commet à Argenton-sur-Creuse un massacre suivi de la prise de plus de 150 otages. Le lendemain 10 juin au matin, les otages sont libérés, sauf treize d'entre eux qui sont emmenés en camion à la Kommandantur de Limoges, installée au quartier de cavalerie Marceau. Ces otages auraient pu être fusillés à Argenton mais il est probable que les SS voulaient, tout en continuant à effrayer la population, les utiliser pour des exécutions d'otages à venir en représailles à la suite d'opérations de la Résistance ou encore comme boucliers humains sur les véhicules de tête des colonnes de répression.
À la sortie sud d'Argenton, deux otages arrivent à sauter du camion et s'échappent. Lorsque les onze autres arrivent dans l'après-midi au quartier Marceau, les évènements se sont fortement accélérés pour les SS. La veille à 18 h est arrivé l'ordre pour la division de rejoindre le nouveau front de Normandie. Quelques heures après, le Stümscharführer Helmut Kämpfe, chef du 3e bataillon du régiment Der Führer, "héros no 1 de la division" et ami personnel du général Lammerding, a été fait prisonnier par des Résistants du sergent Jean Canou à Moissannes près de Sauviat-sur-Vige au retour du trajet Guéret-Limoges ou il existe un monolithe fait par l'artiste Sanfourche depuis 1986 pour rappeler les faits. Kämpfe ne peut être retrouvé. Un autre officier, le lieutenant Karl Gerlach, a aussi été arrêté entre Bellac et Limoges; il a pu s'échapper et rejoindre le poste de commandement mais son chauffeur a été abattu. Les SS ont engagé une action en direction du colonel Georges Guingouin pour tenter de récupérer Kämpfe. Les voies de chemin de fer sont partout sabordées et la division manque de carburants pour sa progression vers la Normandie. Dans ce climat survolté, les otages d'Argenton sont devenus peu utiles sinon encombrants. À peine sont-ils arrivés que les SS décident de s'en débarrasser.
À 17 h 30, le groupe des onze otages d'Argenton, augmenté de trois prisonniers du quartier Marceau, repart dans un convoi de trois automitrailleuses, commandé par le Hauptcharführer Muller. Guidé par un agent de la Gestapo, le convoi arrive au hameau du Malabre, sur la commune de Beaune-les-Mines, au nord de Limoges. Les otages sont extraits des véhicules vers 18 h et abattus en deux salves distinctes dans une carrière isolée, au lieu-dit Gramagnat. 
Un des condamnés est Théodore Galinat originaire de Nespouls était chef d'état-major dans l'armée secrète et lieutenant colonel FFI le 8 juin 1944 arrêté il fut fait prisonnier a la prison de Limoges et torturé par la Gestapo de August Meier il se taira dans le silence jusqu'à l'exécution. 
Le 12 juin, quatorze corps sont relevés au Malabre. Sept sont enchevêtrés dans une grande flaque de sang. Les sept autres se trouvent dans un trou peu profond, recouverts sommairement de pelletées de terre. Au lieu-dit le Moulin-Pinard, les corps de deux autres hommes sont découverts criblés de balles. Ils ont été extraits du quartier Marceau puis abattus dans la nuit du 10 au 11, et ne pourront être identifiés.

## Les fusillés
Cinq sont des soldats du Premier régiment de France, en uniforme, ralliés à la Résistance et qui avaient pris part la veille avec Henri Rognon à un combat contre les SS à Argenton-sur-Creuse :
- André Fraysse, né à Paris, 20 ans, 3e bataillon du 1er RF à Auron[11] ;
- François Gorgone, caporal, 20 ans (1er bataillon, 3e compagnie, au Blanc)[11] ;
- Guy Gorse, né à Siorac-en-Périgord, 21 ans, (3e bataillon, Dun-sur-Auron)
- André Vallet, originaire de l'Allier (3e bataillon, Dun-sur-Auron)
- Auguste Wetzel, né à Buethwiller, 20 ans (1er bataillon, 3e compagnie, Le Blanc) Inhumé dans le carré militaire de Châlonvillars -70[12].

Les autres sont des civils :
- Ernest et Joseph Thimonnier, 18 et 16 ans, des collégiens fils du gendarme Joseph Thimonnier, fusillé la veille à Argenton[13]
- Roger Montagu, né à Angervilliers, 21 ans d'Argenton[14]
- Raymond Garros, 19 ans, d'Argenton
- Ngoc-Tran, 23 ans, originaire de Cochinchine, passager d'un train immobilisé à Argenton-sur-Creuse
- Paul Arnoux, 39 ans, né à Port-au-Prince, résidant à Caussens, passager du même train
- Trois prisonniers du quartier de cavalerie Marceau, non identifiés.

## Mémoriaux
- Les noms des 11 fusillés venus d'Argenton sont gravés sur le mémorial du 9 juin à Argenton-sur-Creuse.
- Ceux d'André Fraysse et de François Gorgonne sont inscrits sur le mémorial de la Résistance à Chasseneuil-en-Bonnieure.
- Le nom de Guy Gorse est gravé sur le monument aux morts de Siorac-en-Périgord.
- Les noms des frères Thimonnier sont inscrits avec celui de leur père sur la plaque commémorative de la gendarmerie d'Argenton-sur-Creuse.
- Le nom de Pierre Arnoux est gravé sur le mémorial des victimes civiles du second conflit mondial à Caussens.

## Autres exécutions du Malabre
La carrière du Malabre avait été le lieu de précédentes exécutions faites par les Allemands. Elle a servi ensuite à des exécutions de condamnés par la Cour de justice de la Haute-Vienne (ainsi un ancien GMR et un ancien policier le 8 septembre 1944 et René Ohl, Alsacien accusé d'avoir participé au massacre du pont Lasveyras entre les communes de Beyssenac et Payzac le 16 février 1944 ayant rallié les Allemands, le 19 août 1946) et par la Cour d'assises de Limoges (ainsi, Jean Schmitt, spécialiste dans la recherche des maquis ayant travaillé pour la Gestapo de Châteauroux condamné pour crime civil, exécuté par fusillade) Roger Breffy spécialiste des coups de main et des tortures il fut fusillé au Malabre.

## Sources
- Jacques Delarue, Trafics et crimes sous l'Occupation, Paris, Pluriel, 2013, 506 p. (ISBN 978-2-818-50326-3, OCLC 862903182)
- Dr André Cotillon, Argenton, 9 juin 1944, une tragique page d'histoire, 1994, réédition du CHA, Argenton-sur-Creuse, 2004
- Pierre Brunaud, Argenton-sur-Creuse dans la guerre : 1939-1945, Saint-Cyr-sur-Loire, A. Sutton, coll. « Témoignages et récits », 2008, 224 p. (ISBN 978-2-849-10711-9, OCLC 470927288)

.